# Goraj (gemeente)

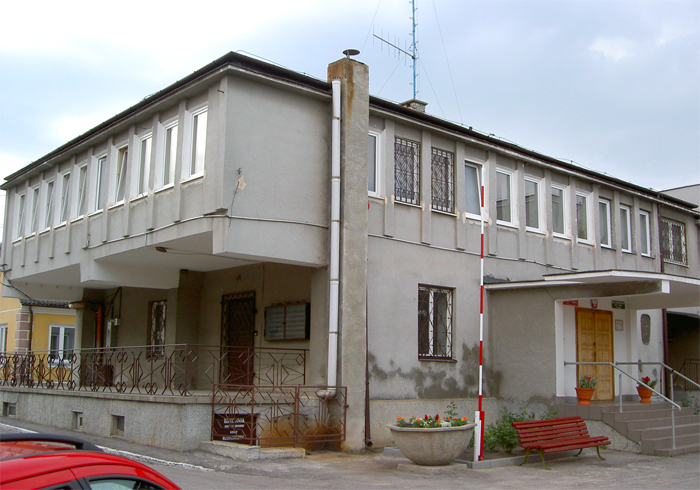
Urząd Gminy Goraj

De gemeente Goraj is een landgemeente in het Poolse woiwodschap Lublin, in powiat Biłgorajski.
De zetel van de gemeente is in Goraj.
Op 31 december 2006 gminę zamieszkiwały 4.442 inwoners.

## Oppervlakte gegevens
In 2002 bedroeg de totale oppervlakte van gemeente Goraj 67,63 km², waarvan:
- agrarisch gebied: 76%
- bossen: 19%

De gemeente beslaat 4,03% van de totale oppervlakte van de powiat.

## Demografie
Stand op 30 juni 2004:
| Omschrijving                   | Totaal | Totaal | Vrouwen | Vrouwen | Mannen | Mannen |
| ------------------------------ | ------ | ------ | ------- | ------- | ------ | ------ |
| eenheid                        | aantal | %      | aantal  | %       | aantal | %      |
| inwoners                       | 4462   | 100    | 2224    | 49,8    | 2238   | 50,2   |
| bevolkingsdichtheid (inw./km²) | 66     | 66     | 32,9    | 32,9    | 33,1   | 33,1   |

In 2002 bedroeg het gemiddelde inkomen per inwoner 1103,09 zł.

## Aangrenzende gemeenten
Chrzanów, Dzwola, Frampol, Radecznica, Turobin